# 兵庫県道69号春日栗柄線
兵庫県道69号春日栗柄線（ひょうごけんどう69ごう かすがくりからせん）は、兵庫県丹波市春日町から丹波篠山市栗柄を結ぶ主要地方道（兵庫県道）である。

## 概要

### 路線データ
- 起点：丹波市春日町野村（下野村交差点、国道175号交点）
- 終点：丹波篠山市栗柄（兵庫県道97号篠山三和線交点）
- 総延長：約13.144 km

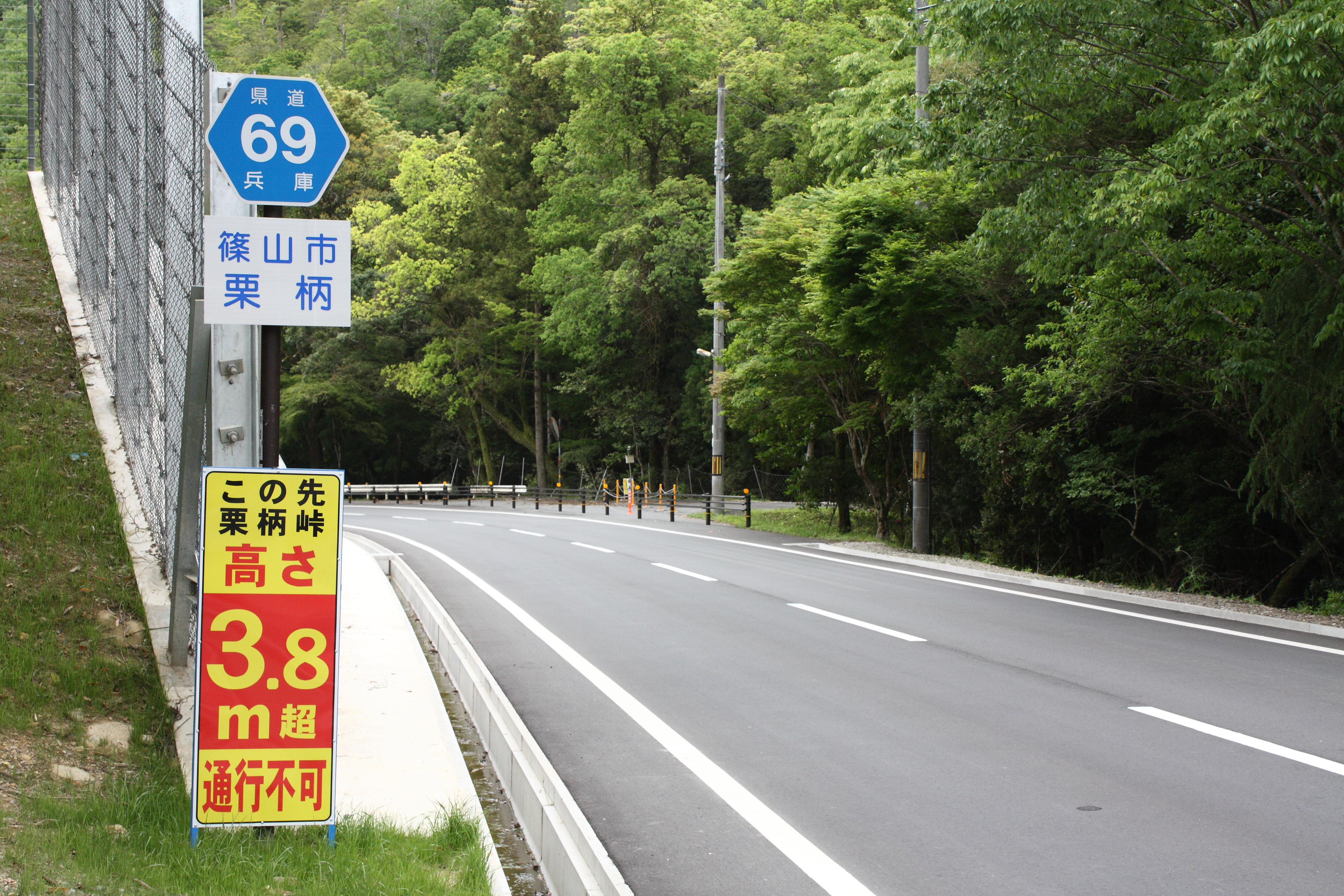
路線番号案内標識
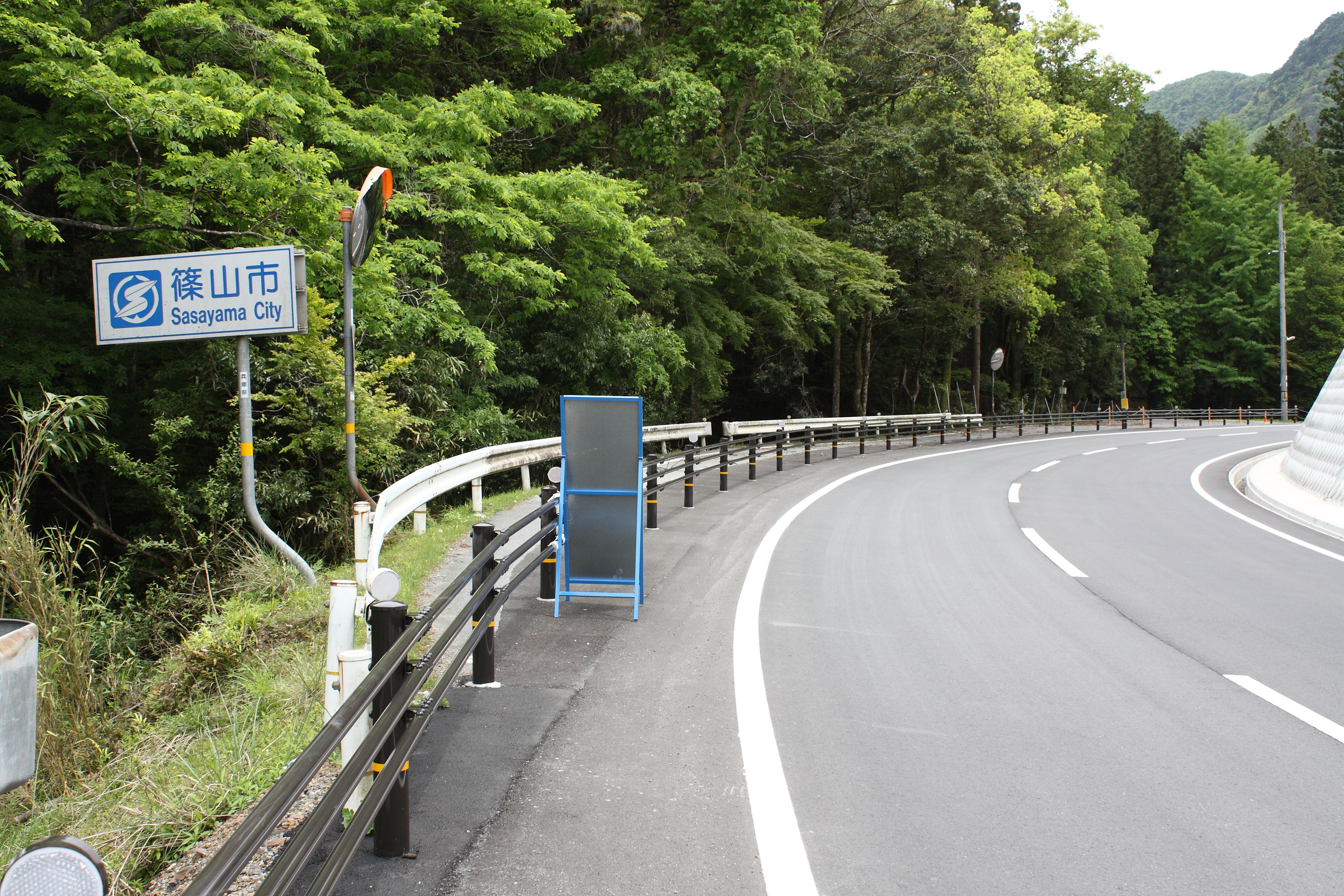
市境地点（栗柄峠）
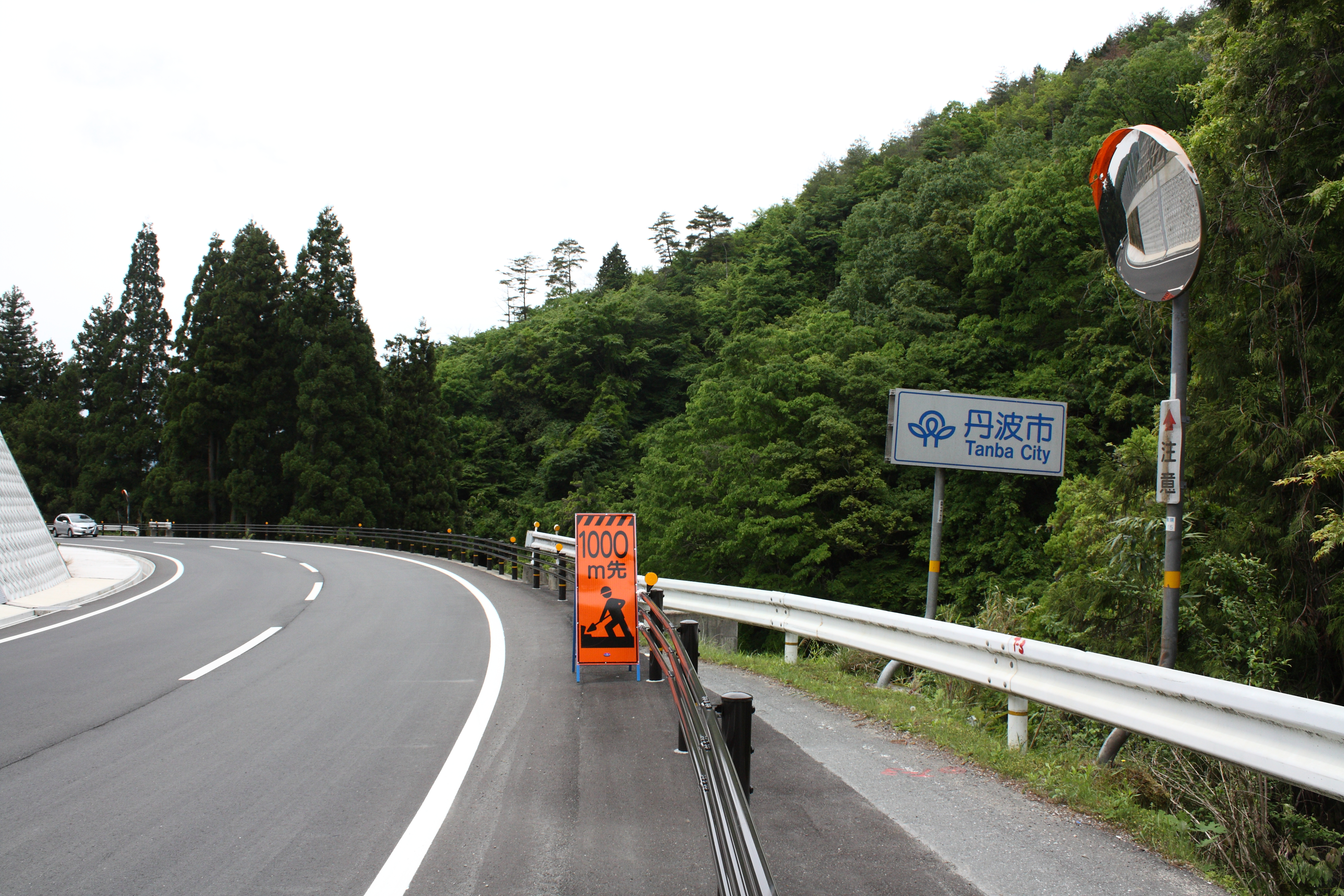
市境地点（栗柄峠）
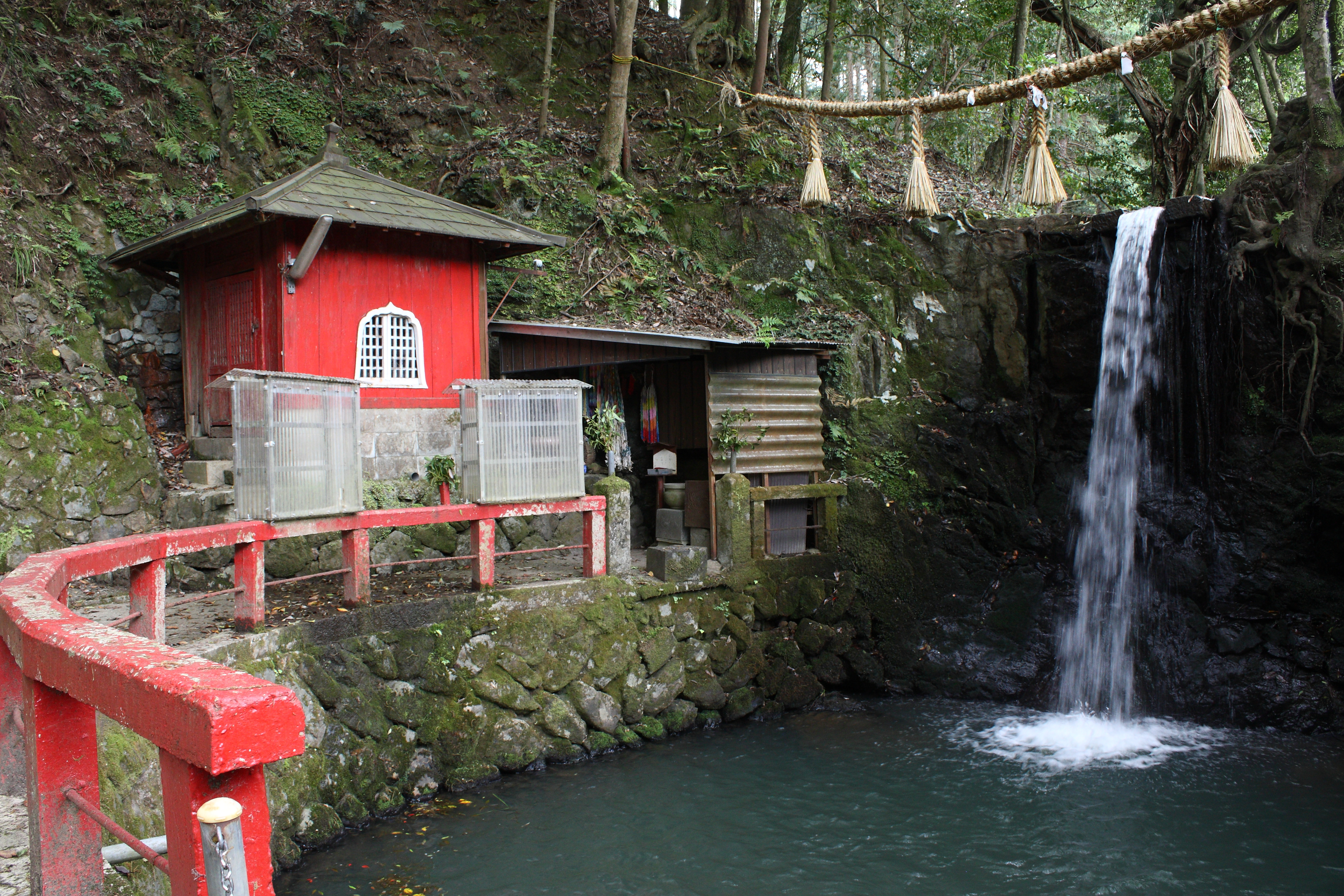
栗柄峠付近にある倶利伽羅不動尊と倶利伽羅の滝

## 歴史
- 1971年（昭和46年）6月26日 - 建設省（現・国土交通省）が主要地方道に指定[1]。
- 1972年（昭和47年）3月1日 - 兵庫県道69号春日栗柄線となる。
- 1993年（平成5年）5月11日 - 建設省から、主要県道春日栗柄線が春日栗柄線として主要地方道に再指定される[2]。

## 地理

### 通過する自治体
- 丹波市
- 丹波篠山市

### 交差する道路
- 国道175号（丹波市春日町野村・下野村交差点、起点）
- 兵庫県道138号追入市島線（丹波市春日町国領・国領交差点）
- 兵庫県道289号東中下板井線（丹波市春日町東中）
- 兵庫県道709号中山綾部線（丹波市春日町中山）
- 兵庫県道97号篠山三和線（丹波篠山市栗柄、終点）